# Nymphicula minuta
Nymphicula minuta là một loài bướm đêm trong họ Crambidae.